# Илинденско-Преображенско въстание
Илинденско-Преображенското въстание е въстание в Османската империя, организирано от Вътрешната македоно-одринска революционна организация (ВМОРО). То избухва на 2 август (нов стил) 1903 година в Македония и на 19 август (нов стил) 1903 година в Одринско. Въстанието отбелязва връхна точка в националноосвободителната борба на македонските и тракийските българи. По данни на ВМОРО, заради потушаването на въстанието 30 000 души от засегнатите региони на Османската империя бягат в България.

## Име на въстанието
Въстанието обикновено носи имената на двата църковни празника, на които избухват двата основни бунта. В Битолския вилает то избухва на 20 юли (2 август нов стил) – Илинден, а в Одринския – на 6 август (19 август нов стил), Преображение Господне. Понякога към тях се добавя и самостоятелно име за бунта в Сярско, започнал на 14 септември (27 септември нов стил) – Кръстовденско въстание. В северномакедонската, както и понякога в западната, и в българската историография, то се определя също само като Илинденско.

## Предистория
След организираното от Върховния македоно-одрински комитет Горноджумайско въстание напрежението в Македония нараства чувствително. Правителството на Османската империя засилва репресивните мерки, съсредоточава военни и полицейски части, които извършват масови беззакония. Увеличават се стълкновенията между турските въоръжени сили и чети на комитета.
В тази обстановка през януари 1903 г. част от членовете на ЦК ВМОРО начело с Иван Гарванов свикват конгрес в Солун, който взема решение да се вдигне повсеместно въстание в Македония и Одринско. На конгреса не присъстват задграничните представители Гоце Делчев и Гьорче Петров. Все пак задграничното представителство на организацията в София след дълги дискусии се присъединява към това решение. Гоце Делчев е против прибързани въоръжени действия, защото познава обстановката и смята, че без българска подкрепа може да се стигне до поражение, но след идването си в Македония се среща със завърналия се от заточение Даме Груев. Двамата решават, че след като решението е взето и разпратено по окръзите, връщане назад не може да има и Делчев се подчинява на общото решение. В навечерието на въстанието, обаче той е убит край село Баница на път за конгреса на Серския революционен окръг.
В ръководните среди на организацията няма единно мнение за методите на революционната борба. Самият Гоце Делчев дълго време настоява борбата да се води чрез партизанска война, реализирана чрез постоянни терористични актове, които да не засягат населените места, а да се съсредоточат върху турски военни и пътни обекти. Групата около Гьорче Петров настоява за провеждането на т.нар. перманентна революция, за да не се допусне пълно изтощаване на силите на организацията. Те предлагат действията да се разпрострат във времето и пространството, за да се постигне по-голям териториален и времеви обхват. Членът на ЦК Христо Татарчев се изказва за провеждането на масово и внезапно въстание, като се използват всички сили на организацията и на населението, за да може или да се постигне евентуален успех, или, ако акцията се провали, европейската дипломация да бъде принудена да проведе реформи в Турция.
В края на април 1903 година серия от атентати в Солун ускорява избухването на въстанието. Взривени са сградата на „Банк Отоман“, френският кораб „Гвадалкивир“, прекъснато е осветлението на града. Повечето атентатори загиват, след като водят неколкодневни боеве по улиците на града. Европейските държави още от януари 1903 г. се опитват да проведат известни реформи, но вековните им противоречия не допускат особен резултат.

## Подготовка и повод
През май 1903 година Христо Матов изготвя „Общ план на въстанието“, в който се излагат средствата на революционната борба и целите за извоюване. Реорганизират се въстаническите окръзи, приема се тактика за действие на чети, терористи и на мирното население, изясняват се отношенията с малцинствата в Македония, с чужденците и с османските власти, както и други въпроси. На 20 юни 1903 година ЦК на ВМОРО в София изпраща писмо на военния министър Михаил Савов, с което информира него, правителството и княз Фердинанд за приблизителната дата на начало на въстанието и общото състояние на организацията вътре в Македония. В писмото се засяга и въпросът за намеса на българската армия на страната на въстаниците, като се констатира, че това е положително прието от революционерите. Михаил Савов писмено отговаря, че въстанието трябва да бъде отложено за октомври 1903 година или дори за май 1904 година, докогато българската войска да бъде превъоръжена и способна за подобни военни действия, в противен случай не би имала възможност за намеса.

Въпреки че революционерите неколкократно са предупредени от представители на Княжество България, че то не може и няма да се намеси в едно такова въстание, те не се отказват от поетия курс. Анастас Лозанчев свидетелства за това: 
| „ | ... неколко дни преди да поема гората бех извикан от тогавашния Бълг.[арски] Търговски агент в Битоля (Андрей Тошев), който ми прочете едно писмо от Външното М[инистерст]во в София, с което ни предупреждаваше, че по политически и военни съображения да не се надеваме на никаква помощ от България. Отговорих: – Това не е влизало в нашите сметки. Ний ще действуваме. Решението е взето. Добре беше само да бъде предотвратено Цончевото въстание през 1902 год. Това казвам на нашите неприятели, които казват, че въстанието било дирижирано от София. Това не е верно. | “ |

На Смилевския конгрес на Битолския окръг на ВМОРО се решава въстанието да започне в окръга на 20 юли (2 август) Илинден. Началото на бойните действия в Одрински революционен окръг се определя на Конреса на Петрова нива за 6 август (19 август) (Преображение Господне). По-късно Серският окръг решава да се вдигне на 14 септември (27 септември) (Кръстовден).

## Бойни действия

### Избухване
В определения ден щабът на въстанието в с. Смилево в състав Дамян Груев, Борис Сарафов и Анастас Лозанчев нарежда на въстаническите отряди да започнат бойни действия. Призивът „хиляди пъти по-добре смърт, отколкото скотски живот“ мотивира въстаниците към борба.
Боевете в Македония започват на 2 август (нов стил) 1903 г. – Илинден. Масово въстава Битолски революционен окръг (въстанически окръг „Пелистер“) в Битолско, Леринско, Костурско, Охридско, Кичевско. В град Крушево българските въстаници обявяват Крушевска република и канят гърци и власи на обща борба против Османската империя. Равносметката от въстанието в Битолска, Леринска, Костурска, Охридска и Кичевска околии е следната: 19 582 въстаници водят 150 сражения срещу 292 735 турски войници (в пропорция близо 1:15), при обща продължителност на боевете 1146 часа. Загиват или са ранени 747 четници и 3087 турски войници. Революционните окръзи „Кожух“ и „Беласица“ (солунски окръг), „Огражден“ (струмишки окръг) и „Овче поле“ (скопски окръг) действат отделни чети, а населението не въстава по изрично нареждане на организацията.
Началото на въстаническите действия в Битолски окръг дава тласък на революционното движение и в Одринска Тракия. Съгласно решенията на Солунския конгрес за обявяване на масово въстание в Странджанския район е свикан конгресът на Петрова нива, който изработва план за действията и избира главен щаб в състав: Михаил Герджиков, Лазар Маджаров и Стамат Икономов. На 18 август (нов стил) бойните действия започват, обявена е Странджанската република. Освободени са Василико (днес Царево), Ахтопол и други по-малки селища в Странджата, а турските части са изтласкани към Малко Търново и Лозенград.
Въстанието започва в Серския революционен окръг на 27 септември (нов стил) 1903 г. – Кръстовден. Сражения се водят почти по цялата територия на Серския революционен окръг. В тях заедно участват Яне Сандански, кап. Стоянов, полковник Янков. Борбата сближава бившите противници от ВМОРО и ВМОК и те с обединени сили действат срещу турския аскер.

### Потушаване
Турското правителство хвърля огромни сили за потушаването на въстанието в Македония и Одринска Тракия като изпраща 350-хилядна войска. Въстаниците постепенно изчерпват своите сили. Султанът отчита това и на 6 септември обявява, че кръвопролитията ще бъдат прекратени, ако Великите сили принудят България да се откаже от подкрепата на въстанието. Турция прехвърля отговорността върху софийското правителство. Великите сили, главно Русия и Австро-Унгария, с ноти до българското правителство го принуждават да не се намесва в конфликта. Външните министри на двете империи изработват реформен план. Мюрцщегските реформи (по името на града, където се срещат граф Ламздорф и граф Голуховкин) предвиждат омиротворяване на областта и даване някои права на народностите в империята.
На 17 септември щабът на въстанието изпраща молба до български отговорни фактори да обявят война на Турция. При съществуващата международна обстановка България няма нито сили, нито възможност за реална помощ. Всички обществени слоеве в страната независимо от своите различни схващания съчувстват на въстаниците и оказват морална и материална помощ. Освен възпиращите предупреждения на силите българското правителство много добре разбира, че и съседните държави няма да останат безучастни при евентуална намеса. Главната причина за сдържаното поведение си остава икономическата и военната слабост. Това се осъзнава и от ръководителите на организацията.

### Жертви
Въстанието води в Македония и Тракия до 289 сражения на 26 хиляди въстаници срещу 350-хилядна турска войска, на 994 загинали въстаници, 201 опожарени села, 12 440 опепелени къщи, 4694 избити, изклани и живи изгорени мъже, жени и деца от мирното население. 3122 жени и моми са изнасилени от османските чети, а 176 – пленени. 70 835 души са обездомени, а 30 хиляди бягат в България. Жертвите от турска страна са 5325 войници.
В Битолски окръг, между 2 август и 23 октомври, стават 150 сражения, в които загиват 746 четници, в Солунско – 38 сражения и 109 убити четници, в Скопско – 15 сражения и 93 убити, а в Одрински революционен окръг 36 сражения, 56 убити четници и стотици мирни жители. На 12 септември 1903 година Генералният щаб на Битолския революционен окръг излиза с окръжно писмо за прекратяване на въстаническите действия и саморазпускане на щаба.

## Преки последици от въстанието
След въстанието Македонският въпрос трайно влиза в полезрението на международната дипломация. Започват контролирани от европейските държави реформи според Мюрцщегската реформена програма. Въпреки реформите, в България всички разбират, че пътят за разрешаване на статута на Македония минава през война с Турция, подготовката за която започва още през 1904 година.
Вътрешната македоно-одринска организация претърпява сериозни поражения: губи значителна част войводи и четници, по места тайните ѝ комитети са разкрити и разбити. Започва преосмисляне на взетите решения за всеобщо въстание. Още преди края на въстанието в Западна Европа са изпратени Борис Сарафов и Михаил Герджиков, за да спечелят благоразположението на обществеността там. Задграничното представителство на ВМОРО издава в средата на 1904 година Мемоар на Вътрешната организация, който цели да осветли причините за избухването на въстанието.
Преговорите между ВМОРО и бившите дейци на ВМОК за създаване на общо Благодетелно дружество пропадат и на 16 декември официално се възстановява дейността на Върховния комитет. На Софийски съвещания от януари 1904 година е приета директивата за бъдеща дейност на ВМОРО, диктувана от Яне Сандански и приближените му, и която цели демократизация в организацията. В същия дух за децентрализация протичат Варненският (14 февруари), Струмишкият и Прилепският окръжен конгрес от 1904 година.
През март 1904 година група дейци около Борис Сарафов формират Временен комитет, който иззема част от функциите на Задграничното представителство, но се саморазпуска в началото на 1905 година. С тези действия фактически започва разцеплението на ВМОРО.
През 1904 година се провеждат преговори на две нива между Османската империя и Княжество България и между Османската империя и ВМОРО. България издейства от Високата порта пълна амнистия на политическите затворници, а ВМОРО участва в изготвянето на проект за реформи в Македония и Одринско.

## Анализ
Илинденско-Преображенското въстание избухва преждевременно, преди да бъде завършена всестранната подготовка на населението. Затова масово въстание избухва само в два революционни окръга. През 1903 г. не съществуват реални възможности за победен изход от въоръжена борба. Османската империя все още притежава огромни човешки, военни и икономически ресурси, които не могат да бъдат пречупени от една балканска държава, а още по-малко от населението на една провинция. Международното положение също не позволява благоприятен изход. Великите сили все още не са готови да пристъпят към решаване на сложния Източен въпрос. Русия е заета в Далечния изток, където назрява въоръжен конфликт с Япония. Австро-Унгария, другата държава с решаващ глас в балканските дела, все още не е завършила юридическото присъединяване към империята на окупираните през 1878 г. Босна и Херцеговина, за да допусне ново преразпределение на политическата карта на полуострова. Балканските държави също много внимателно и ревниво следят борбите на българското население за свобода и са решителни противници на реформи без тяхно участие, тъй като това означава застрашаване на интересите им в района, независимо от това колко обосновани са били те. Въпреки поражението, въстанието събужда европейското обществено мнение.
Ето каква равносметка на въстанието дава Христо Силянов, деец на ВМОРО:
| „      | Това бе гласът на първата клетва, положена преди десет години от Дамян Груев в Солун и израсла във всенародно съзаклятие: Безумно дързък боен зов към империята на султаните; Зов за братска помощ към освободените оттатък Рила и Родопите; Зов за човешко съчувствие и за правда към целия цивилизован свят... Тъкмо това обстоятелство, че въстанаха най-отдалечените от България и най-съседни до Гърция македонски краища, дойде да подчертае самородния български характер на движението против турската тирания... Въстанието в Битолско и Одринско беше масово. Целият народ се вдигна на крак и свърза съдбата си – живот, имот и чест – с изхода на борбата. Никое друго въстание на Балканите не струва в толкова късо време толкова много опустошения и невинни човешки жертви. В лицето на въстаналите македонци Турция виждаше най-завършеното въплощение на българското бунтарство. Ето защо Илинденският подвиг е не само най-висшата точка на борческо напрежение в Македония, но и изкупителна дан на общия български стремеж към свобода. | “ |
| [ 21 ] | |   |

## Чествания
През Първата световна война, по случай 15-ата годишнина от Илинденско-Преображенското въстание за тяхната храбра и неустрашима служба през време на революционната епоха и за големите им заслуги за постигане на идеала на българския народ – освобождението на Македония и присъединяването ѝ към България – от името на Негово Величество Царя на българите са наградени долупоменатите войводи и четници:
| Наградени с орден „Св. Александър“, VІ степен, с мечове в средата | Наградени с орден „Св. Александър“, VІ степен, с мечове в средата | Наградени с орден „Св. Александър“, VІ степен, с мечове в средата | Наградени с орден „Св. Александър“, VІ степен, с мечове в средата | Наградени с орден „Св. Александър“, VІ степен, с мечове в средата |
| Номер                                                             | Име                                                               | Чин                                                               | Родно място                                                       | Околия                                                            |
| ----------------------------------------------------------------- | ----------------------------------------------------------------- | ----------------------------------------------------------------- | ----------------------------------------------------------------- | ----------------------------------------------------------------- |
| 1.                                                                | Лазар Томов                                                       |                                                                   | Годлево                                                           | Разложкка                                                         |
| 2.                                                                | Георги Баждаров                                                   |                                                                   | Горно Броди                                                       | Сярска                                                            |
| 3.                                                                | Атанас Албански                                                   | войвода                                                           | Горно Йеловце                                                     | Тетовска                                                          |
| 4.                                                                | Лазар Велков                                                      | войвода                                                           | Дивле                                                             | Скопска                                                           |
| 5.                                                                | Стамен Темелков                                                   | войвода                                                           | Ораовица                                                          | Радовишка                                                         |
| 6.                                                                | Петруш Поплазаров                                                 | войвода                                                           | Радовиш                                                           | Радовишка                                                         |
| 7.                                                                | Александър Попдимков                                              | войвода                                                           | Неготино                                                          | Тиквешка                                                          |
| 8.                                                                | Димитър Г. Динев                                                  | войвода                                                           | Баялци                                                            | Гевгелийска                                                       |
| 9.                                                                | Валис Караджов                                                    | войвода                                                           | Кавадарци                                                         | Тиквешка                                                          |
| 10.                                                               | Илия Ян. Караджов                                                 | войвода                                                           | Кавадарци                                                         | Тиквешка                                                          |
| 11.                                                               | Милан Гюрлуков                                                    | войвода                                                           | Кривогащани                                                       | Прилепска                                                         |
| 12.                                                               | Димитър Талев Филипов                                             |                                                                   | Прилеп                                                            | Прилепска                                                         |
| 13.                                                               | Георги Богданов                                                   |                                                                   | Велес                                                             | Велешка                                                           |
| 14.                                                               | Дончо Ангелов                                                     | войвода                                                           | Талашманце                                                        | Кратовска                                                         |
| 15.                                                               | Вангел Георчев                                                    |                                                                   | Крушево                                                           | Крушевска                                                         |

| Наградени с орден „Св. Александър“, VІ степен, с мечове отгоре | Наградени с орден „Св. Александър“, VІ степен, с мечове отгоре | Наградени с орден „Св. Александър“, VІ степен, с мечове отгоре | Наградени с орден „Св. Александър“, VІ степен, с мечове отгоре | Наградени с орден „Св. Александър“, VІ степен, с мечове отгоре |
| Номер                                                          | Име                                                            | Чин                                                            | Родно място                                                    | Околия                                                         |
| -------------------------------------------------------------- | -------------------------------------------------------------- | -------------------------------------------------------------- | -------------------------------------------------------------- | -------------------------------------------------------------- |
| 1.                                                             | Марко Илиев                                                    | четник                                                         | Приковци                                                       | Кратовска                                                      |
| 2.                                                             | Стоимен Вучев                                                  | четник                                                         | Кнежево                                                        | Кратовска                                                      |
| 3.                                                             | Спас Янев                                                      | четник                                                         | Скоруша                                                        | Радовишка                                                      |

| Наградени с народен орден „За военна заслуга“, VІ степен, на военна лента, с корона | Наградени с народен орден „За военна заслуга“, VІ степен, на военна лента, с корона | Наградени с народен орден „За военна заслуга“, VІ степен, на военна лента, с корона | Наградени с народен орден „За военна заслуга“, VІ степен, на военна лента, с корона | Наградени с народен орден „За военна заслуга“, VІ степен, на военна лента, с корона |
| Номер                                                                               | Име                                                                                 | Чин                                                                                 | Родно място                                                                         | Околия                                                                              |
| ----------------------------------------------------------------------------------- | ----------------------------------------------------------------------------------- | ----------------------------------------------------------------------------------- | ----------------------------------------------------------------------------------- | ----------------------------------------------------------------------------------- |
| 1.                                                                                  | Илия Трайков                                                                        | четник                                                                              | Коняри                                                                              | Скопска                                                                             |
| 2.                                                                                  | Стефан Георгиев                                                                     | четник                                                                              | Кратово                                                                             | Кратовска                                                                           |
| 3.                                                                                  | Йосе Иванов                                                                         | четник                                                                              | Куманово                                                                            | Кумановска                                                                          |
| 4.                                                                                  | Ангел Трайчев                                                                       | четник                                                                              | Барбарево                                                                           | Кратовска                                                                           |
| 5.                                                                                  | Георги Иванов                                                                       | четник                                                                              | Крушево                                                                             | Крушевска                                                                           |
| 6.                                                                                  | Марко Христов                                                                       | четник                                                                              | Крушево                                                                             | Крушевска                                                                           |
| 7.                                                                                  | Стоян Трайчев                                                                       | четник                                                                              | Търкане                                                                             | Кочанска                                                                            |
| 8.                                                                                  | Лазо Мишов                                                                          | четник                                                                              | Оризари                                                                             | Кочанска                                                                            |
| 9.                                                                                  | Поцко Васев                                                                         | четник                                                                              | Дедино                                                                              | Радовишка                                                                           |
| 10.                                                                                 | Тушо Коцев                                                                          | четник                                                                              | Дедино                                                                              | Радовишка                                                                           |

| Наградени с народен орден „За военна заслуга“, VІ степен, без корона | Наградени с народен орден „За военна заслуга“, VІ степен, без корона | Наградени с народен орден „За военна заслуга“, VІ степен, без корона | Наградени с народен орден „За военна заслуга“, VІ степен, без корона | Наградени с народен орден „За военна заслуга“, VІ степен, без корона |
| Номер                                                                | Име                                                                  | Чин                                                                  | Родно място                                                          | Околия                                                               |
| -------------------------------------------------------------------- | -------------------------------------------------------------------- | -------------------------------------------------------------------- | -------------------------------------------------------------------- | -------------------------------------------------------------------- |
| 1.                                                                   | Йордан Мишов                                                         | четник                                                               | Чифлик                                                               | Кочанска                                                             |
| 2.                                                                   | Александър Георгиев                                                  | четник                                                               | Кратово                                                              | Кратовска                                                            |
| 3.                                                                   | Пано Георгиев                                                        | четник                                                               | Бучище                                                               | Кратовска                                                            |
| 4.                                                                   | Нуше Андов                                                           | четник                                                               | Бучище                                                               | Кратовска                                                            |
| 5.                                                                   | Нечо Шарков                                                          | четник                                                               | Крушево                                                              | Крушевска                                                            |
| 6.                                                                   | Мите Нацев                                                           | четник                                                               | Дивле                                                                | Скопска                                                              |
| 7.                                                                   | Гьошо Давчев                                                         | четник                                                               | Дивле                                                                | Скопска                                                              |
| 8.                                                                   | Търпе Кузманов                                                       | четник                                                               | Драчево                                                              | Скопска                                                              |
| 9.                                                                   | Васил Йорданов                                                       | четник                                                               | Кожле                                                                | Скопска                                                              |
| 10.                                                                  | Трайко Боримечката                                                   | четник                                                               | Булачани                                                             | Скопска                                                              |

| Наградени с бронзов медал „За заслуга“, на военна лента, с корона | Наградени с бронзов медал „За заслуга“, на военна лента, с корона | Наградени с бронзов медал „За заслуга“, на военна лента, с корона | Наградени с бронзов медал „За заслуга“, на военна лента, с корона | Наградени с бронзов медал „За заслуга“, на военна лента, с корона |
| Номер                                                             | Име                                                               | Чин                                                               | Родно място                                                       | Околия                                                            |
| ----------------------------------------------------------------- | ----------------------------------------------------------------- | ----------------------------------------------------------------- | ----------------------------------------------------------------- | ----------------------------------------------------------------- |
| 1.                                                                | Никола Георгиев                                                   | четник                                                            | Лазарополе                                                        | Галичка                                                           |
| 2.                                                                | Георги Йосифов                                                    | четник                                                            | Лазарополе                                                        | Галичка                                                           |
| 3.                                                                | Стойчо Петров                                                     | четник                                                            | Кратово                                                           | Кратовска                                                         |
| 4.                                                                | Саздо Ямболов                                                     | четник                                                            | Кратово                                                           | Кратовска                                                         |
| 5.                                                                | Георги Петров                                                     | четник                                                            | Кратово                                                           | Кратовска                                                         |
| 6.                                                                | Мите Янев                                                         | четник                                                            | Гарван                                                            | Радовишка                                                         |
| 7.                                                                | Андон Митов                                                       | четник                                                            | Сулдурци                                                          | Радовишка                                                         |
| 8.                                                                | Костадин Илиев                                                    | четник                                                            | Радовиш                                                           | Радовишка                                                         |
| 9.                                                                | Спас Хр. Шиндар                                                   | четник                                                            | Драчево                                                           | Скопска                                                           |
| 10.                                                               | Трайко Христов                                                    | четник                                                            | Кожле                                                             | Скопска                                                           |
| 11.                                                               | Ангел Тодоров                                                     | четник                                                            | Бразда                                                            | Скопска                                                           |
| 12.                                                               | Никола Янчев                                                      | четник                                                            | Велес                                                             | Велешка                                                           |
| 13.                                                               | Лазо Христов                                                      | четник                                                            | Велес                                                             | Велешка                                                           |
| 14.                                                               | Лазо Георгиев                                                     | четник                                                            | Велес                                                             | Велешка                                                           |
| 15.                                                               | Александър Мартулков                                              | четник                                                            | Велес                                                             | Велешка                                                           |
| 16.                                                               | Ангел Докурчев                                                    | четник                                                            | Велес                                                             | Велешка                                                           |
| 17.                                                               | Коле Кюлюмов                                                      | четник                                                            | Шип                                                               | Щипска                                                            |
| 18.                                                               | Никола Спасов                                                     | четник                                                            | Крушево                                                           | Крушевска                                                         |
| 19.                                                               | Павле Пасков                                                      | четник                                                            | Крушево                                                           | Крушевска                                                         |
| 20.                                                               | Ангел Панушев                                                     | четник                                                            | Крушево                                                           | Крушевска                                                         |

На празника през 1943 година в Битоля, тогава в границите на Царство България, по повод 40-ата годишнина от Илинденското въстание, Анастас Лозанчев заявява: 
| „ | ВМРО ще има видно место в историята на Българския народ, но на най-видно место ще бъдат Солунските атентати, едно недостижимо по храброст и самопожертвуване дело на шепа смелчаци и на най-високо стъпало, много високо ще стои Илинденското въстание! | “ |

## Отразяване в западноевропейския и американския печат
Καστοριά, 20 Αυγούστου 1903
Οι υποφαινόμενοι Χριστιανοί Ορθόδοξοι, κάτοικοι Καστορίας, δηλούμεν ότι τα ένοπλα όργανα του δολοφονικού σλαυϊκού Κομιτάτου, αφού απωρφάνισαν τα χωρία δια δολοφονιών και αποδιώξεως των Ελλήνων προκρίτων, ιερέων και διδασκάλων, από τινων ημερών δια των σφαγών και της αιμοσταγούς λόγχης παρασύρουσιν εις τα όρη τους ελληνικούς αγροτικούς πληθυσμούς της επαρχίας ημών, όπως εκθέσωσιν αυτούς ακουσίως απέναντι της νομίμου πολιτικής αρχής και παραστήσωσι δια της τεχνητής και βεβιασμένης ταύτης ψευδεπαναστάσεως τον τόπον ημών ως συμμεριζόμενον δήθεν τους ιδιοτελείς και οπισθοβούλους σκοπούς του Κομιτάτου.
Η εκκλησιαστική περιοχή της επαρχίας ημών περιέχει ορθόδοξα μεν χωρία 155, οθωμανικά 130, βουλγαρικά 8 και μικτά 20. Εκ των 313 χωρίων παρέσυραν εις τα όρη εκτός των 8 βουλγαρικών χωρίων και περί τα 20 μικτά και ελληνικά χωρία μετά των γυναικοπαίδων των. Καταλαβόντες δε οι κακούργοι δια της βίας τα ελληνικά χωρία εφόνευσαν Έλληνας ιερείς και προκρίτους και διέπραξαν τοσαύτας ατιμίας κατά των ελληνίδων παρθένων και γυναικών, ώστε εκηλίδωσαν την ιστορίαν της ανθρωπότητος.
Ενώπιον των βιαιοπραγιών των βανδαλικών τούτων ορδών και του εξαναγκασμού των συνειδήσεων εν ονόματι όλης της επαρχίας διαμαρτυρόμεθα κατά των πράξεων τούτων, αποκηρύττοντες άμα όσα σατανικά σχέδια επιδιώκει το Βουλγ. Κομιτάτον. 
Εν Καστορία τη 20 Αυγούστου 1903
Οι μουκτάρηδες των ένδεκα συνοικιών της πόλεως.
Έπονται 210 υπογραφαί πολιτών Καστορίας.
Костур, 20 август 1903
Долуспоменатите православни християни, жители на Костур, заявяваме, че въоръжените органи на кръвожадния Славянски комитет, след като обезлюдиха селата чрез убийства и прогонване на гръцките първенци, свещеници и учители, от няколко дни, чрез кланета и окървавени копия, повлякоха гръцкото селско население на нашата епархия в планините, за да го противопоставят против волята му на законната политическа власт и да представят нашето място, чрез тази изкуствена и насилствена псевдореволюция, като уж споделящо егоистичните и скрити мотиви на Комитета.
Църковната област на нашата епархия има 155 православни села, 130 османски, 8 български и 20 смесени. От 313-те села, освен 8-те български села, те повлякоха в планините около 20 смесени и гръцки села с техните жени и деца. Престъпниците, след като превзеха гръцките села със сила, убиха гръцки свещеници и първенци и извършиха такива безобразия срещу гръцки девици и жени, че опетниха историята на човечеството.
Пред лицето на бруталните действия на тези вандалски орди и насилственото изкривяваане на съвестта от името на цялата епархия, ние протестираме срещу тези действия, осъждайки всички сатанински планове на Българския комитет.
Мухтарите на единадесетте района на града.
210 подписа на граждани на Костур.
Илинденско-Преображенското въстание е отразено в над 8200 статии на западноевропейския и американския печат, в които се споменава хиляди пъти, че е вдигнато от българите в Македония и Южна Тракия, описва се героизма на българските въстаници, изгорените български градове и села, изнасилени български жени и девойки, зверски убити деца и български свещеници, като не се споменава за дори един участник с „македонско“ национално самосъзнание.

## Памет
На въстанието са наречени улиците „Илинденско въстание“ (Карта) и „Преображенско въстание“ (Карта) в София.